# Blood, Sweat & Tears 3
Pour les articles homonymes, voir Blood, Sweat and Tears (homonymie).
Albums de Blood, Sweat and Tears
Blood, Sweat and Tears
(1968) Blood, Sweat & Tears 4
(1971)
Blood, Sweat & Tears 3 est le troisième album du groupe Blood, Sweat and Tears, sorti en 1970.

## L'album

### Titres
1. Hi-De-Ho (Gerry Goffin, Carole King) – 4:27
2. The Battle (Dick Halligan, Steve Katz) – 2:41
3. Lucretia MacEvil (David Clayton-Thomas) – 3:04
4. Lucretia's Reprise (Blood, Sweat & Tears) – 2:35
5. Fire and Rain (James Taylor) – 4:03
6. Lonesome Suzie (Richard Manuel) – 4:36
7. Symphony for the Devil (Dick Halligan) / Sympathy for the Devil (Mick Jagger, Keith Richards) – 7:49
8. He's a Runner (Laura Nyro) – 4:14
9. Somethin' Comin' On (Joe Cocker, Chris Stainton) – 4:33
10. 40,000 Headmen (Steve Winwood, Jim Capaldi) – 4:44

### Musiciens
- David Clayton-Thomas : chant
- Fred Lipsius : saxophone alto, piano, claviers
- Lew Soloff, Chuck Winfield : trompette, bugle
- Jerry Hyman : trombone
- Steve Katz : guitares, chant, harmonica
- Dick Halligan : orgue, piano, claviers, flûte, trombone, chœurs
- Jim Fielder : basse
- Bobby Colomby : batterie, percussions, chœurs

## Classements hebdomadaires
| Classement (1970)             | Meilleure place |
| ----------------------------- | --------------- |
| Allemagne (Media Control AG)  | 39              |
| Canada (RPM 100 Albums)       | 1               |
| États-Unis (Billboard 200)    | 1               |
| Norvège (VG-lista)            | 5               |
| Pays-Bas (Mega Album Top 100) | 7               |
| Royaume-Uni (UK Albums Chart) | 14              |

## Certifications
| Pays              | Certification | Unités certifiées | Date de certification |
| ----------------- | ------------- | ----------------- | --------------------- |
| États-Unis (RIAA) | Or            | 500 000           | 8 juillet 1970        |

## Singles
Classement Billboard (États-Unis)
| Année | Single           | Chart       | Position |
| ----- | ---------------- | ----------- | -------- |
| 1970  | Hi-De-Ho         | Pop Singles | 14       |
| 1970  | Lucretia MacEvil | Pop Singles | 29       |